# لوسيندا لي دالتون
لوسيندا لي دالتون (بالإنجليزية: Lucinda Lee Dalton)‏ هي سفرجات وكاتِبة أمريكية، ولدت في 9 فبراير 1847 في مقاطعة كوسا في الولايات المتحدة، وتوفيت في 24 نوفمبر 1925 في مانتي في الولايات المتحدة.